# Splash (Bootsklasse)

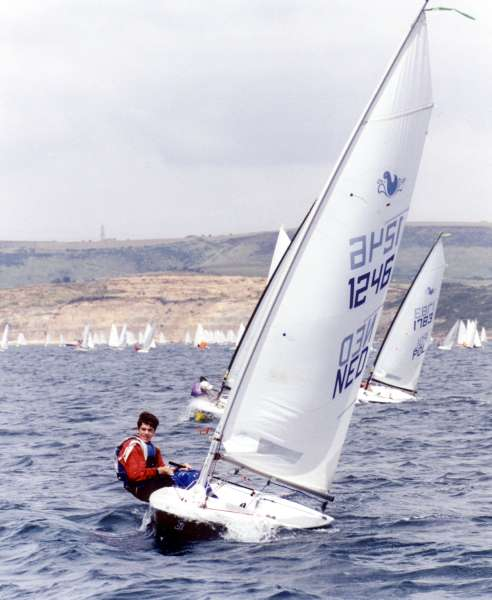
Splash-Jolle

Die Splash ist eine Einhand-Segeljolle. Sie wurde von Roel Wester, einem erfolgreichen OK-Segler, für Jugendliche zwischen 13 und 18 Jahren (jetzt lt. Beschluss des internationalen Verbandes SCIA bis 21) entworfen, die dem Optimisten entwachsen sind.
Die Splash wird in den Niederlanden hergestellt. Rund 3500 Boote sind 2007 weltweit im Einsatz. Die Segelfläche betrug früher 5,5 Quadratmeter – jetzt 6,3 Quadratmeter – das Gewicht beträgt 55 kg. Die Splash ist eine von der ISAF International Sailing Federation anerkannte internationale „One-Design-Klasse“. Das Cockpit bietet ausreichende Bewegungsfreiheit und Möglichkeiten zum Ausreiten.
Die Splash als internationale Klasse segelt seit 2000 offene Weltmeisterschaften (Worlds) in verschiedenen Ländern in der Vergangenheit oft mit über 150 Teilnehmern, aktuell mit fast 70 Teilnehmern. Für die Teilnahme sind keine besonderen Qualifikationsregatten zu bestreiten. Es findet jedoch in den meisten Ländern eine Sichtung statt, in der das seglerische Können und das sichere Beherrschen der Regattaregeln nachgewiesen werden muss. Die nationale Klassenvereinigung legt nach diesen Kriterien, die Segler als Teilnehmer zur Worlds fest. Durch die offenen Worlds können auch sehr junge Segler erste Erfahrungen in großen, internationalen Regatten sammeln. 2008 war die Worlds in Tavira (Portugal), 2009 in Großbritannien, 2010 in Neuseeland und 2011 in Tschechien. In Deutschland gibt es zurzeit schon über 50 Boote, von denen 33 beim Deutschen Segler-Verband (DSV) registriert sind. Seit Anfang 2006 ist die 2004 gegründete Klassenvereinigung SKOG, Splash Klassen Organisation Germany e.V., auch außerordentliches Mitglied im DSV und damit anerkannt. In Deutschland werden die meisten Regatten – als Yardstick – mit anderen Klassen zusammen gesegelt.
Seit Herbst 2013 wurde das Konzept der Splash weiterentwickelt. Es sieht die bisherige Splash als internationale Bootsklasse Splash Blue vor und eine Trainings-Variante mit einem kleineren Segel als Splash Green. Splash Red ist die neue Variante, die die bisherige Flash ablöst. Sie hat ein größeres Foliensegel und benötigt keinen separaten Großbaum mehr.

## Klassenzeichen und Hersteller
1991 wurde Splash eine Bootsklasse in den Niederlanden, 1999 wurde Splash Blue eine internationale Klasse. 2013 wurde Jachtwerf Heeg der lizenzierte niederländische Bootsbauer des Splash und wurde das Zeichen der Bootsklasse erneuert. Bisher und vereinzelt auf höheren Bootsnummern (so: 2646) war es eine S-förmige Ente auf Wellen. Auch die das Enten-S nutzende Wortmarke SPLASH – weist durchwegs gekurvten Konturen auf. Seit 2013 – ab Bootsnummern von etwa 2500 – hat das neue Zeichen nur gerade Linien: Ein hochkant stehendes Rechteck, unterbrochen durch 4 feine weiße Linien, parallel im 45°-Winkel von links unten nach rechts oben, auslaufend in 2 kleine dunkle Dreiecke. Mit der Gesamtkontur wird ebenso ein „S“ stilisiert. Ebenso wie das ehemalige Logo wird es steuerbord am Segel appliziert und backbord in spiegelbildlicher Form an derselben Stelle.